# 贺泓
贺泓（1965年1月15日—），河北邯郸人，汉族。中华人民共和国大气污染防治（环境催化）专家，中国农工民主党党员，第十三届全国人民代表大会四川地区代表。
2017年当选为中国工程院院士。
2018年2月24日，当选为第十三届全国人大代表。